# Péronne (Saona i Loara)
Péronne – miejscowość i gmina we Francji, w regionie Burgundia-Franche-Comté, w departamencie Saona i Loara.
Według danych na rok 1990 gminę zamieszkiwało 407 osób, a gęstość zaludnienia wynosiła 39 osób/km² (wśród 2044 gmin Burgundii Péronne plasuje się na 522. miejscu pod względem liczby ludności, natomiast pod względem powierzchni na miejscu 903.).